# Episodi de Le nuove avventure di Scooby-Doo (prima stagione)
La prima stagione de Le nuove avventure di Scooby-Doo è stata trasmessa negli Stati Uniti su Cartoon Network dal 2 maggio 2003 al 12 novembre 2004. In Italia è stata trasmessa in prima TV da Cartoon Network dal 22 dicembre 2003.
| Episodio | Titolo originale                                | Titolo italiano                | Trasmissione originale | Trasmissione italiana |
| -------- | ----------------------------------------------- | ------------------------------ | ---------------------- | --------------------- |
| 1        | There's No Creature Like Snow Creature          | La creatura di ghiaccio        | 2 maggio 2003          |                       |
| 2        | 3-D Struction                                   | Tutti a caccia del dinosauro   | 9 maggio 2003          |                       |
| 3        | Space Ape at the Cape                           | Il finto alieno                | 16 maggio 2003         |                       |
| 4        | Big Scare in the Big Easy                       | I fratelli fantasmi            | 23 maggio 2003         |                       |
| 5        | It's Mean, It's Green, It's the Mystery Machine | La Mystery Machine è posseduta | 30 maggio 2003         |                       |
| 6        | Riva Ras Regas                                  | Rufus il mago                  | 6 giugno 2003          |                       |
| 7        | Roller Ghoster Ride                             | Una giornata al luna park      | 13 giugno 2003         |                       |
| 8        | Safari, So Goodi!                               | I bracconieri                  | 20 giugno 2003         |                       |
| 9        | She Sees Sea Monsters by the Sea Shore          | Il mostro marino               | 27 giugno 2003         |                       |
| 10       | A Scooby-Doo! Christmas                         | Voglia di Natale               | 4 luglio 2003          |                       |
| 11       | Toy Scary Boo                                   | Giocattoli pericolosi          | 3 settembre 2004       |                       |
| 12       | Lights! Camera! Mayhem!                         | Il fantasma senza volto        | 10 settembre 2004      |                       |
| 13       | Pompeii and Circumstance                        | Un viaggio a Pompei            | 5 novembre 2004        |                       |
| 14       | The Unnatural                                   | Il re dei fuori campo          | 12 novembre 2004       |                       |

## La creatura di ghiaccio
La Mistery Incorporated si reca in una località di montagna per sciare e assistere a una gara di snowboard, ma finisce per indagare sulle voci di una creatura di ghiaccio che sta attaccando i partecipanti. Tuttavia, quando Velma si ammala di raffreddore e Fred si ferisce alla gamba, spetta a Scooby, Shaggy e Daphne risolvere il mistero.

## Tutti a caccia del dinosauro
Titolo originale: 3-Distruzione 
La Mistery Incorporated è in Costa Rica per assistere a una mostra di ossa di dinosauro al posto dello zio di Daphne, però durante la proiezione di un documentario un vero tirannosauro esce dallo schermo.

## Il finto alieno
Titolo originale: Scimmia spaziale al capo 
La Mystery Incorporated è a una gara scientifica a cui partecipa anche Velma. Un piccolo alieno però interrompe la festa e impaurisce tutti gli scienziati e gli altri presenti.

## I fratelli fantasmi
Titolo originale: Grande spavento nel grande facile 
La Mistery Incorporated festeggia carnevale in New Orleans e scopre che due fantasmi del posto che spaventano i turisti sono legati all'hotel in cui stanno, così la squadra è motivata a risolvere il mistero.

Curiosità: durante l'episodio compare la canzone dei The Atomic Fireballs Man with the Hex, contenuta nell'album Torch This Place del 1999.

## La Mystery Machine è posseduta
Titolo originale: E cattiva, e verde e la Mistery Machine 
La Mystery Incorporated si sta godendo una tranquilla serata in un caffè, quando Shaggy e Scooby li raggiungono raccontando che la Mystery Machine li ha inseguiti dopo essere usciti dal cinema.

## Rufus il mago
- Titolo originale: Riva Ras Regas

La "Mystery e Affini" va a Las Vegas per stare dietro le quinte di uno spettacolo grazie a un concorso vinto da Shaggy e Scooby. Appena arrivati Fred salva la vita a una pop star dal fantasma di un famoso mago, la squadra indaga.
Ma non tutto è sempre come appare, soprattutto nell'illusionismo.

## Una giornata al luna park
- Titolo originale: Roller Ghoster Ride

## I bracconieri
- Titolo originale: Safari, So Goodi

La "Mystery e Affini" è in Africa per girare un documentario sugli animali. Subito non ne vedono, però dopo vengono attaccati da alcuni più feroci del dovuto e con uno strano colore fluo addosso, le indagini iniziano subito. 
Ma presto anche Scooby verrà coinvolto.

## Il mostro marino
Titolo originale: Vedo mostri marini in riva al mare 
La Mistery Incorporated è in vacanza alle Hawaii. 
Mentre faceva surf Daphne viene attaccata da un serpente di mare gigante.
Curiosità: durante l'episodio compare la canzone dei Ramones Now I Wanna Be a Good Boy, contenuta nell'album Leave Home del 1977.

## Voglia di Natale
- Titolo originale: A Scooby-Doo! Christmas

## Giocattoli pericolosi
Titolo originale: Giocattolo spaventoso 
La Mistery Incorporated è in un grande negozio di giocattoli per prendere un regalo di compleanno al cuginetto di Velma.
Alcuni giocattoli hanno preso vita durante la notte.

## Il fantasma senza volto
Titolo originale: Luci! Telecamera! Caos!
La Mistery Incorporated è a Hollywood per visitare il set di un film, però uno degli stantman lascia il set a causa delle minacce di un fantasma senza volto e così sarà la squadra a fare da stantmen.

## Un viaggio a Pompei
Titolo originale: Pompei e circostanze 
La Mistery Incorporated è in vacanza in Italia quando viene a sapere di uno zombie gladiatore che spaventa i turisti aggirandosi tra le rovine della vecchia Pompei.

### Doppiaggio
Il personaggio di Alessandra Viggi è doppiato in originale da Tara Strong.

## Il re dei fuori campo
- Titolo originale: The Unnatural

La "Mystery e Affini" è a una partita di baseball perché Fred ha vinto un concorso che gli permetterà di passare un'intera giornata con un famoso giocatore. Però il ragazzo parla loro delle minacce che gli sono state fatte dal fantasma dell'attuale detentore del record che spera di battere. La squadra finisce anche nelle rovine del vecchio stadio pur di aiutarlo.
Ma alla fine non resterà che entrare in campo.